# Maquillage
Maquillage – debiutancki album Martyny Jakubowicz wydany w 1983 roku nakładem wytwórni Pronit. Autorami większości piosenek są Martyna Jakubowicz (muzyka) i jej ówczesny mąż Andrzej Jakubowicz, dziennikarz i tłumacz twórczości Boba Dylana (teksty).
Kompaktowe wznowienie płyty z 1991 zawiera inne wersje utworów „W domach z betonu nie ma wolnej miłości” oraz „Albo cacy, albo lili”.

## Lista utworów

### Strona 1
1. "Instrumental Cezara" (C.Bierzniewski) – 1:17
2. "Kiedy będę starą kobietą" (M.Jakubowicz, M.Jakubowicz, A.Jakubowicz) – 3:41
3. "Stłucz szybę i wyrzuć klucz" (M.Jakubowicz, A.Jakubowicz) – 3:37
4. "W domach z betonu nie ma wolnej miłości" (M.Jakubowicz, A.Jakubowicz) – 4:40
5. "Albo cacy, albo lili" (M.Jakubowicz, A.Kołyszko) – 4:37

### Strona 2
1. "Władco świata, władco ciemności" (M.Jakubowicz, A.Jakubowicz) – 4:53
2. "Która to faza" (M.Jakubowicz, A.Nowak, A.Jakubowicz) – 2:53
3. "Kretyni i osły" (M.Jakubowicz, A.Jakubowicz) – 3:05
4. "Blues o zużytych butach i szczęśliwym końcu szerokiej drogi" (M.Jakubowicz, A.Jakubowicz) – 5:29
5. "Rosa taka sama od lat" (M.Jakubowicz, A.Jakubowicz) – 2:59

## Twórcy
- Ryszard Skibiński – harmonijka ustna
- Andrzej Nowak – gitara
- Cezary Bierzniewski – gitara
- Marek Stefankiewicz – instrumenty klawiszowe
- Janusz Niekrasz – gitara basowa
- Andrzej Ryszka – perkusja

### Personel
- Wojciech Przybylski, Jarosław Regulski – realizacja
- Mirosław Makowski, Magdalena Hollender – projekt graficzny
- Marcin Jacobson – producent